# نیمگونگ (بوتان)
نیمگونگ (به لاتین: Nimgong) یک منطقهٔ مسکونی در بوتان (کشور) است که در Mongar District واقع شده‌است.